# اردوگاه مرگ
اردوگاه‌های مرگ به مجموعه اردوگاه‌های آلمان نازی در طول جنگ جهانی دوم (۴۵–۱۹۳۹) گفته می‌شوند که با هدف کشتار سیستماتیک میلیون‌ها تن با گاز و کار شدید تحت گرسنگی ساخته شده بودند. گروه‌های زیادی در دسته قربانیان این اردوگاه‌ها قرار داشتند اما هدف اصلی یهودیان بوده‌اند. این نسل‌کشی «راه حل نهایی» رایش سوم برای مسئله یهودیان بود. تلاش نازی‌ها در نسل‌کشی یهودیان در مجموع به عنوان هولوکاست شناخته شده‌است.

## روش کشتار
هنریش هیملر در سال ۱۹۴۱ از حومه مینسک دیدار کرد تا شاهد یک تیرباران جمعی باشد. افسر فرمانده به او گفته بود که ثابت شده‌است کسانی که این عمل را انجام می‌دهند، دچار آسیب روان‌شناسی می‌شوند. پس هیملر به دنبال روشی دیگر برای کشتار بود. بعد از جنگ، طبق خاطرات فرمانده آشویتس، رودولف هوس، مشخص شد که بسیاری از افراد مسئول کشتار هم دیگر ازلحاظ روان‌شناسی قادر نبودند خون‌ریزی را تحمل کنند یا دیوانه شدند یا خودشان را کشتند.
نازی‌ها ابتدا از سیلندرهای کربن مونوکسید برای کشتن ۷۰هزار نفر در المان استفاده کردند. این برنامه به نام «مرگ آسان»، برای مخفی کردن کشتار جمعی بود. علی‌رغم تأثیرات مهلک کربن مونوکسید، این روش در شرق، به دلیل هزینه ترابری کربن مونوکسید در سیلندرها، مناسب نبود.
هر اردوگاه مرگ روش متفاوتی داشت. اما همه برای کشتاری سریع و کارآمد طراحی شده بودند. وقتی هوس در اواخر اوت ۱۹۴۱ در سفری رسمی بود، معاونش، کارل فریچ، ایده‌ای را امتحان کرد. در آشویتس لباس‌هایی آغشته به شپش در اسید پروسیک بلور ساز قرار داده شدند. بلورها توسط شرکت شیمیایی آی جی فاربن با نام تجاری سیکلون-بی ساخته می‌شدند. بلورهای این ماده هنگامی که آزاد می‌شدند، گازی مهلک و سمی تولید می‌کردند. فریچ تأثیرات سیکلون-بی را روی اسرای شوروی امتحان کرد. آن‌ها در سلول‌هایی در زیرزمین یک انبار برای این آزمایش محبوس بودند. هنگامی که هوس بازگشت تحت تأثیر این کار قرار گرفت و قرار شد از این روش برای کشتار در مایدانک هم استفاده شود. علاوه بر استفاده از گاز، به کشتن اسرا با تیرباران، گرسنگی مهلک، شکنجه و … نیز ادامه دادند.

### استفاده از گاز
کرت گرستینگ یکی از افرادی بود که در طول جنگ در مؤسسه بهداشت وافن اس اس کار می‌کرد. در ۱۹ اوت ۱۹۴۲ به یک دیپلمات سوئدی در اردوگاه مرگ دربارهٔ چگونگی رسیدن به اردوگاه مرگ بلزک (که مجهز به اتاقک‌ها گاز کربن مونوکسید بود) حرف زد. به‌علاوه دربارهٔ این موضوع صحبت کرد که ۴۵قطار شامل ۶۷۰۰ یهودی به آنجا رسیدند که خیلی از آن‌ها مرده بودند و بقیه عریان، به اتاقک‌های گاز هدایت شدند:
 هکنهولت بشدت تلاش می‌کند تا موتور را راه بیندازد؛ ولی نتیجه‌ای ندارد. کاپیتان ورث جلو می آید. می‌بینم که ترسیده‌است، چون من در این مصیبت حاضر هستم. بله، همه چیز را می‌بینم و صبر می‌کنم. کرونومتر من همه چیز را نشان می‌داد، ۵۰دقیقه، ۷۰ دقیقه و موتور کار نمی‌کند. مردم داخل اتاقک‌های گاز منتظرند. بیهوده. پروفسور فننستیل به پنجره‌ای روی در چوبی زل زده و درحالیکه صدای گریه مردم را می‌شنود، می‌گوید "گویی داخل یک کنیسه اند". کاپیتان ورث با خشم، ۱۲–۱۳ بار به صورت کمک اوکراینی اش، هکنهالت، سیلی می‌زند. بعد از ۲ساعت و ۴۹دقیقه -کرونومتر همه چیز را ضبط می‌کند- موتور به کار می‌افتد. تا ان لحظه، مردمی که در ان ۴اتاقک محبوس بودند، هنوز زنده بودند، چهار ضربدر ۶۵۰ نفر، ضربدر ۴ در ۴۵ مترمکعب. ۲۵دقیقه دیگر می‌گذرد. خیلی‌ها تاالان مرده‌اند. این را می‌توان ازمیان پنجره کوچک دید، چون یک لامپ برقی چند دقیقه داخل اتاقک را روشن می‌کند. بعد از ۲۸دقیقه، فقط چند نفر هنوز زنده‌اند. بالاخره، بعد از ۳۲دقیقه، همه مرده‌اند… بعد دندان پزشکان دندان‌های طلا را از جنازه‌ها خارج می‌کنند. در میانه آن‌ها کاپیتان ورث ایستاده‌است. یک قوطی بزرگ از دندان را نشانم می‌دهد و می‌گوید: "ببین، برای خودت، سنگینی آن طلا! برای همین دیروز و روز قبلش است. باورت نمی‌شود هر روز چه چیزهایی پیدا می‌کنیم -دلار، الماس، طلا. خودت خواهی دید!" - کرت گرستین — Kurt Gerstein 

## شمار قربانیان
تخمین کلی از مجموع تعداد کشته‌شدگان در این اردوگاه‌ها بیش از سه میلیون نفر است:
| اردوگاه       | برآورد کشته‌شدگان    | کشور                | منبع                |
| ------------- | ------------------- | ------------------- | ------------------- |
| آشویتس        | ۱٬۱۰۰٬۰۰۰           | آلمان               | [ ۷ ]               |
| بلزک          | ۶۰۰٬۰۰۰             | دولت عمومی          | [ ۸ ]               |
| خلمنو         | ۳۲۰٬۰۰۰             | آلمان               | [ ۹ ]               |
| مایدانک       | ۳۶۰٬۰۰۰             | دولت عمومی          | [ ۱۰ ]              |
| مالی تراستنتس | ۶۵٬۰۰۰              | کمیساریای استلند    | [ ۱۱ ]              |
| سوبیبور       | ۲۵۰٬۰۰۰             | دولت عمومی          | [ ۱۲ ]              |
| تربلینکا      | ۷۰۰٬۰۰۰–۸۰۰٬۰۰۰     | دولت عمومی          | [ ۱۳ ]              |
| مجموع         | ۳٬۳۹۵٬۰۰۰–۳٬۴۹۵٬۰۰۰ | ۳٬۳۹۵٬۰۰۰–۳٬۴۹۵٬۰۰۰ | ۳٬۳۹۵٬۰۰۰–۳٬۴۹۵٬۰۰۰ |